# A Heart in Rags
A Heart in Rags è un cortometraggio muto del 1912 diretto da Henry MacRae.

## Produzione
Il film fu prodotto dalla Selig Polyscope Company.

## Distribuzione
Distribuito dalla General Film Company, il film - un cortometraggio di una bobina - uscì nelle sale cinematografiche statunitensi il 30 ottobre 1912. Nel Regno Unito, venne distribuito il 23 gennaio 1913.